# Saturnia micropis
Saturnia micropis är en fjärilsart som beskrevs av Lenz 1925. Saturnia micropis ingår i släktet Saturnia och familjen påfågelsspinnare. Inga underarter finns listade.